# Manolo González
José Manuel González Álvarez, meglio noto come Manolo González (Folgoso do Courel, 14 gennaio 1979), è un allenatore di calcio spagnolo, tecnico dell'Espanyol.

## Carriera
Costretto al ritiro dalla carriera di calciatore a causa di un gravissimo infortunio al ginocchio, agli inizi della carriera di allenatore ha lavorato per un periodo anche come autista di autobus. Dal 2005 al 2012 ha allenato nel settore giovanile del Badalona, guidando poi per due stagioni il Montañesa. Nel 2014 fa ritorno al Badalona, stavolta alla guida della prima squadra; il 7 maggio 2015 rinnova per tre ulteriori stagioni con il club biancoblù.
Nel 2018 diventa il tecnico dell'Ebro, che lascia nel 2019 dopo aver conquistato la salvezza con ampio margine. Il 7 ottobre torna sulla panchina del Badalona; il 20 maggio 2020 prolunga per un'ulteriore stagione con i catalani, che lascia alla scadenza del contratto nel 2021.
L'8 giugno seguente diventa l'allenatore del Peña Deportiva; il 7 giugno 2022 rinnova con la squadra di Santa Eulària des Riu, lasciando il club nel 2023. Il 3 luglio viene nominato tecnico dell'Espanyol B, con cui firma un biennale; il 12 marzo 2024 viene promosso alla guida della prima squadra, con cui conquista, ai play-off, la promozione in Primera División. Il 26 giugno prolunga per un'altra stagione con i Periquitos.